# Enrique Álvarez Bonilla
Enrique Álvarez Bonilla (Tunja o en Moniquirá, 20 de enero de 1848-Bogotá, 26 de octubre de 1913) fue  abogado, periodista, político y escritor colombiano.
Fue una figura multifacética en la Colombia del siglo XIX y principios del siglo XX en diversos campos de la cultura y la intelectualidad colombiana.

## Biografía
Enrique Álvarez Bonilla aparentemente nació el 20 de enero de 1847 en Tunja, Colombia; sin embargo según algunas páginas él nació en Moniquirá. Era hijo de Agustín Álvarez y Paulina Bonilla. Quedó huérfano de padre a temprana edad.
Desde muy joven se enfocó en su educación y se trasladó a la ciudad de Chiquinquirá, donde estudió en el colegio del doctor Cosme Fajardo.
Al empezar su joven adultez, Enrique Álvarez Bonilla se dedicó a la enseñanza, una vocación que mantuvo durante toda su vida.
En su adultez continuó impartiendo conocimientos en colegios de Boyacá y Cundinamarca y formó a numerosos jóvenes que se convirtieron en individuos útiles para la sociedad y la patria. Fue rector de la Escuela Normal de Bogotá y del Colegio de Boyacá. 
Así mismo se desempeñó el cargo de secretario de Instrucción Pública en 1886 durante el Segundo gobierno de Rafael Núñez.
Fue el 22.º director de la Biblioteca Nacional de Colombia, en donde estuvo en el cargo desde 1888 hasta 1901. También fue gobernador de Cundinamarca y ministro de Instrucción Pública en 1903 durante el gobierno de José Manuel Marroquín.
Además, ocupó el cargo de director de la Academia Colombiana de la Lengua, donde Tradujo a John Milton, Lord Byron, Jean Racine y José Mamerto Gómez Hermosilla.
Algunos de sus logros incluyen la escritura de varios libros de texto, como una Gramática castellana, un Compendio del arte de hablar, una Historia Patria en conformidad con el Atlas geográfico de Colombia, un Tratado de Retórica y Poética, y un breve compendio de Filosofía Moral. Más sin embargo su modestia lo llevó a no incluir su propio nombre en los prólogos de estos libros.
Durante su carrera él enfatizó la importancia del amor a la patria como un deber fundamental y abogó por la responsabilidad de amar a la nación en la misma medida en que amamos a nuestros padres, destacando que este amor patrio no es egoísta, sino un compromiso hacia la patria que nos ha brindado protección y cuidado.

### Carrera literaria
En el ámbito literario, publicó dos colecciones de poesías líricas tituladas "Horas de recogimiento" y "Cantos de mayo," que destacaron por su belleza artística y su fundamento cristiano. Además, incursionó en la traducción de obras literarias, incluyendo fragmentos de "Jerusalén liberada" de Tasso y "Paraíso Perdido" de Milton, recibiendo elogios de críticos literarios.
Álvarez también escribió un libro llamado "Caracteres," en el que trazó retratos de personajes y reflexionó sobre temas filosóficos. A pesar de su juventud al escribirlo, sus observaciones y enseñanzas son notables.
Además de sus contribuciones literarias, menciona la existencia de ocho novelas llamadas "Escenas del hogar" y algunas obras dramáticas inéditas, como "El grito de la conciencia", "Nobleza y perfidia", "El honor de una noble y el amor de una madre", "La Venganza", "Celos y venganza"  y "La cuna y el genio" .
Álvarez Bonilla también fue un colaborador en el periodismo, contribuyendo con cuarenta y seis estudios filosóficos y religiosos, doce de política y diecinueve de literatura en varios periódicos. Además de desempeñar roles públicos de importancia, como Director de la Escuela Normal de Institutores de Boyacá, Rector del Instituto Agrícola de Boyacá y Ministro de Instrucción Pública, siendo incluso uno de los firmantes de la Constitución de 1886.
Como historiador, Álvarez Bonilla dio aportaciones en el texto "Historia moderna de Colombia," que abarca el período de 1826 a 1886 y se basa en documentos públicos. También escribió biografías de figuras notables, como los hermanos Torres.

### Fallecimiento
Falleció el 26 de octubre de 1913 en Bogotá, Colombia. Enrique Álvarez Bonilla fue honrado con múltiples reconocimientos y homenajes después de su fallecimiento en 1913. Su vida y obra continúan siendo un ejemplo relevante en la historia intelectual y cultural de Colombia.

## Matrimonio y descendencia
Estuvo casado con Elena Lleras Triana, con quien tuvo cinco hijos: Elena, Inés, Jorge, Ana Rosa y Antonio.

## Obras
- Novela: Elvira; Apariencias; Bien por mal; Amistades desiguales; Un albacea; Alma-Ángel; El dios del siglo y Escenas del hogar.[1]
- Drama: Zora; El olor de una noble y el amor de una madre; Un chasco romántico; El grito de la conciencia; Nobleza y perfidia; La venganza; La cuna y el Genio y Celos y Venganza.[3]
- Poesía: Horas de recogimiento (1882); El Macabeo (1890); Santa Fe de Bogotá redimida (1885); Cantos de Mayo (1910); Glorias de la Patria; Epístola intermitente.[1]
- Ensayo: Tratado de gramática castellana; Elementos de derecho público interno; Manual de elocución; Tratado de retórica y poética; Compendio de historia patria; Elementos de filosofía moral; Aforismos pedagógicos y Algo sobre orígenes y peculiaridades de la lengua castellana.[3]
- Traducciones: El paraíso perdido de John Milton, considerada la mejor en castellano por el padre Ortega Torres.